# Elio Luxardo
Elio Luxardo (Sorocaba, 1º agosto 1908 – Milano, 27 novembre 1969) è stato un fotografo italiano.

## Biografia
I Luxardo sono originari di Santa Margherita Ligure. Alfredo, padre di Elio, conduce un piccolo studio fotografico a Pisa, ma gli scarsi guadagni lo convincono a emigrare in Brasile nel 1900. Qui incontra una ragazza di origine italiana, giunta con la famiglia da Mestre a soli 4 anni. Il 1º agosto 1908 nasce Elio, a cui seguono le sorelle Aurora ed Elda (madre del regista Dario Argento), e infine il fratello Aldo. Elio, sin da fanciullo, lavora con i fratelli nella bottega del padre, dove impara il mestiere. Appassionato di nuoto e atletica leggera, realizza in qualità di operatore alcuni documentari sportivi, su commissione del governo brasiliano. Dalla testimonianza della moglie Trude Kraus sappiamo che la famiglia Luxardo lascia il Brasile nel 1928. Le fonti bibliografiche riferiscono invece questa partenza al 1932.
A Roma Elio apre uno studio fotografico in un piccolo scantinato; contemporaneamente inizia a lavorare per Sem Bosch, fotografo di Casa Reale, di cui rileva lo studio pochi mesi dopo. I suoi primi clienti sono le coppie delle sale da ballo e i giovani sposi, che acquistando una camera da letto alla Rinascente, hanno in omaggio una foto ricordo di Elio Luxardo. Nel 1934 si iscrive al Centro sperimentale di cinematografia. Qui conosce molti giovani aspiranti attori e registi; alcuni diverranno i grandi protagonisti del cinema italiano degli anni trenta e quaranta e molti, forse tutti, sono suoi clienti nello studio in via del Tritone 197.
Anche per Luxardo arriva l'occasione di dirigere un film con protagonista Luisa Ferida, ma un diniego da parte sua nei riguardi dell'attrice conclude subitaneamente la sua carriera di regista. Nel frattempo Luxardo è divenuto fotografo e con Ghitta Carell si divide il mondo dell'aristocrazia, dell'alta borghesia e della cultura. Nel suo studio lavorano nello sviluppo e nel ritocco il fratello Aldo e le sorelle Elda e Aurora; gli attori che posano di fronte a Luxardo possono dire di aver raggiunto il successo. Ciò che compie è una vera rivoluzione nell'idea del ritratto, fino a quel momento legato a una impostazione accademica, anche se nella produzione comune, quella che poi gli consente di proseguire nel suo lavoro di ricerca, sostanzialmente rimane fedele a schemi più tradizionali.
Luxardo come punto di riferimento ha i grandi fotografi del cinema americano: Roberto Coburn, William Walling, Laszlo Willingere e Clarence Sinclair Bull. Ancor prima era stato il secondo Futurismo e il movimento di Novecento di Margherita Sarfatti, ma dei nudi della metà degli anni Trenta è vicino al sensuale vitalismo di Edward Weston. Proprio in quegli anni volge la sua attenzione al trionfo dionisiaco di Leni Riefenstahl e nella pubblicità - dove Vogue e Harper's Bazaar sono i modelli - a Cecil Beaton, George Hoyningen-Huene e Horst P. Horst. Luxardo collabora per le più prestigiose riviste italiane con servizi di moda, arredamento e cinema; le sue foto sono pubblicate su Bellezza, Cine Illustrazione, ma anche su Moda, Eva, La Donna e Dea. Con l'avvento della seconda guerra mondiale si diradano le sue collaborazioni con queste testate, sia per ragioni economiche che pratiche dettate dall'acuirsi del conflitto (la grafica sostituisce sempre più la fotografia e alcune riviste vengono sospese). 
Nel 1942 conosce la moglie Trude Kraus, allora cittadina tedesca, assegnata come interprete allo Stato Maggiore del maresciallo Kesselring a Roma. Si sposano pochi giorni prima l'8 settembre 1943 e insieme fuggono dalla capitale verso Milano il giorno in cui gli angloamericani entrano a Roma, per porsi al seguito della Xª Flottiglia MAS il 4 giugno 1944, dove con il grado di tenente diviene responsabile del settore fotografico. Quell'anno nasce Livio, primo figlio di Luxardo; il secondogenito, Milo, nascerà nel 1946. Arrivano a Milano viaggiando su mezzi di fortuna e trovano ospitalità in via Solferino 36, nell'appartamento di Vincenzo Carrese (direttore in Italia dal 1927 dell'agenzia Wide World Photos del The New York Times e dal 1929 dell'agenzia inglese Keystone, che nel 1934 cambia il nome in Publifoto; in quello stesso anno gli è affidata la gestione e l'organizzazione fotografica del Corriere della Sera). 
Dopo la guerra Luxardo apre il suo nuovo studio fotografico in Corso Vittorio Emanuele, che avvia con i soldi guadagnati dai fratelli con gli alleati della Roma liberata. I nuovi clienti sono i cantanti lirici che passano dalla Scala, gli attori di cinema, teatro e varietà, le candidate al concorso di Miss Italia che dal 1946 Dino Villani promuove per la Gi-vi-emme. Nel 1947 nasce la prima rivista italiana di fotografia, Ferrania, che negli anni vede Luxardo collaboratore assiduo. Nel 1950 prende avvio il concorso fotografico Motta-Ferrania, anche questo ideato da Dino Villani. Luxardo vi partecipa fin dalla prima edizione; negli anni 1953, '54, e '56 si classifica al primo posto nella categoria professionisti, dimostrando anche nella pubblicità di essere creativo e fantastico. Nel 1953 è incaricato dalla Ferrania di realizzare un espositore pubblicitario, capace di accattivare l'attenzione del pubblico verso i prodotti fotografici dell'azienda. Nasce così la donnina Ferrania: una figura femminile - sagomata in cartone - sexy e ammiccante, sul modello della pin-up americana. Ma la donnina, poi ragazza-display, non è altro che un'immagine femminile ideale, mosaico di infinite donne.
Muore a Milano il 27 novembre 1969. Nello stesso anno la moglie chiude lo studio di Corso Vittorio Emanuele e cede alla Fototeca 3M Italia tutto il materiale in suo possesso. La nipote Tiziana continuerà l'attività dello studio di Roma, con mostre, calendari e ritratti, oltre che la tradizionale partecipazione alla giuria di Miss Italia.